# Sabana Blanco
Sabana Blanco – miejscowość (plaats) w strefie Sabana Blanco/Mahuma, w regionie Oranjestad-Oost w północno-zachodniej części kraju autonomicznego Aruba, należącego do Holandii, w Ameryce Południowej.